# Выркла
Вы́ркла (эст. Võrkla) — деревня в волости Виру-Нигула уезда Ляэне-Вирумаа, Эстония.

## География и описание
Расположена в 11 км к юго-востоку от волостного центра — города Кунда, и в 18 км к северо-востоку от уездного центра — города Раквере. Высота над уровнем моря — 55 метров.
Климат умеренный. Официальный язык — эстонский. Почтовый индекс — 44035.

## Население
По данным переписи населения 2021 года, в Выркла насчитывалось 22 жителя, все — эстонцы.
По данным переписи населения 2011 года в деревне проживали 30 человек, также все — эстонцы.
Численность населения деревни Выркла по данным переписей населения:
| Год  | 1959 | 1970 | 1979 | 1989 | 2000 | 2011 | 2021 |
| ---- | ---- | ---- | ---- | ---- | ---- | ---- | ---- |
| Чел. | 68   | ↘ 39 | ↗ 41 | ↘ 28 | ↗ 29 | ↗ 30 | ↘ 22 |

## История
В Датской поземельной книге 1241 года упоминается Wærkæla (деревня), в источниках 1318 года — Vorckele, 1841 года — Wörküll.

Советский памятник на братской могиле павших во II мировой войне в Выркла. Демонтирован в 2023 году

В советское время на находящейся на территории деревни братской могиле павших во Второй мировой войне (исторический памятник с 1997 до 2023 года) был установлен памятник с надписью «Воинам Советской армии и партизанам, павшим в боях Великой Отечественной войны». В протоколе от 30 ноября 2022 года рабочая группа по советским памятникам при Госканцелярии Эстонии признала памятник «красным монументом», подлежащим удалению из общественного пространства. Останки перезахоронению не подлежат, так как могила находится на кладбище Виру-Нигула. Согласно советским данным, в могиле захоронено 70 человек; известно 14 имён. Памятник был демонтирован и заменён на т. н. «нейтральный» в 2023 году: на поверхности земли тёмно-серая плита на белой плите несколько большего размера и с табличкой на эстонском языке «Жертвы Второй мировой войны» (см. Список советских военных памятников Эстонии).

## Происхождение топонима
Основой топонима Выркла финский языковед Л. Кеттунен считает эстонское võrk («сеть»); окончание -ла, по его мнению, — это сокращение слова küla («деревня»).

## Комментарии
1. ↑  Эстонские топонимы, оканчивающиеся на -а, не склоняются и не имеют женского рода (исключение — Нарва)[6].